# Kiełczewo
Kiełczewo – wieś w Polsce położona w województwie wielkopolskim, w powiecie kościańskim, w gminie Kościan.

## Położenie
Kiełczewo leży przy północno-zachodniej granicy Kościana, przy drodze krajowej nr 5 i drodze wojewódzkiej nr 308. Skrajem Kiełczewa przepływa Obra (jako Kanał Kościański).

## Historia
Wieś pierwotnie związana była z Wielkopolską. Ma metrykę średniowieczną i istnieje co najmniej od pierwszej połowy XIV wieku. Wymieniona została łacińskim dokumencie lokacyjnym pod datą 1310 jako "Kelczewo" wg. kopii z XV wieku, a później także w 1356 "Kelczevo" wg. kop. XVIII wieku, w 1407 "Kelczewo", 1434 "Kyelczewo", 1507 "Kiełczewo", 1570 "Kielczow”.
Tereny, na których powstała miejscowość były jednak zasiedlone znacznie wcześniej. W okolicy, na polach obok wsi, archeolodzy znaleźli ślady osady prehistorycznej oraz ułamki naczyń z połowy X oraz połowy XIII wieku.
W średniowieczu miejscowość była osadą kościelną należącą do biskupstwa poznańskiego. W 1530 leżała w powiecie kościańskim Korony Królestwa Polskiego, a w 1581 przynależała do parafii Kościan.
W XIV wieku wieś została lokowana. W 1310 biskup poznański Andrzej Zaremba przekazał mieszczaninowi kościańskiemu Hermanowi wieś Kiełczewo do lokacji na prawie niemieckim. Sołtys wsi miał prawo zbudować młyn wodny na rzece Obrze. Do sołtysa należeć miały także 1/3 dochodów sądowych, co siódmy łan wolny, prawo połowu ryb oraz inne pożytki z połowy rzeki Obry. Mieszkańcy wsi otrzymali dwa lata wolnizny, podczas której mieli płacić tylko dziesięcinę w wysokości 4 skudów z jednego łana, a potem mieli dawać tytułem czynszu oraz dziesięciny po 4 małdraty pszenicy, żyta i owsa oraz jeden wiardunek srebra. Każdy z nich miał także w obowiązku trzy razy w roku uprawiać role biskupa po jednej mordze.
W 1356 na wzór wsi Kiełczewo Jan komandor joannitów z Kościana lokował wieś Wydziszewo. W 1393 biskup poznański Dobrogost Nowodworski zapisał nowo erygowanej altarii św. Mikołaja w katedrze poznańskiej 6 grzywien czynszu na wsi Kiełczewo, w zamian za 70 grzywien, jakie na jej uposażenie złożył kanonik poznański Jan z Wszołowa.
W 1407 biskup poznański Wojciech Jastrzębiec zapowiedział łąki, lasy, pastwiska, drogi we wsiach Kiełczewo oraz nieistniejącej obecnie wsi Grzybowo. W latach 1424-1452 woźni sądowi zapowiadzieli we wsiach Kiełczewo i Grzybowo: w 1424 drogi, łąki, pastwiska oraz wszystkie pożytki, w 1434 drogi, łąki, pastwiska, bory, lasy i wszystkie pożytki w całym kluczu należącym do Wielichowa i Kiełczewa, a w 1452 łąki, pastwiska, ścieżki, drogi, lasy dębowe oraz wszystkie pożytki, które należały do biskupa poznańskiego oraz do sołtysa Pietrzyka z Kiełczewa.
W latach 1437-1438 kanonicy poznańscy postanowili wypłacić z dochodów wsi Kiełczewo: 5 grzywien pisarzowi ziemskiemu poznańskiemu, po 3 grzywny dwóm pisarzom starosty generalnego wielkopolskiego, 4 grzywny szpitalowi oraz 4 grzywny murarzowi za nagrobek biskupa.
W 1469 biskup poznański Andrzej Bniński dał w użytkowanie dominikanowiz Poznania Wincentemu Wierzbięcie postulowanemu na swego sufragana wsie Kiełczewo oraz Grzybowo, a w 1473 na jego prośbę zezwalił mu sprzedać lub osadzić 4 łany w Kiełczewie, które były opuszczone i nie przynosiły korzyści. W 1478 biskup Bniński na prośbę Wincentego zezwolił mu osadzić kmieci na 4 łanach kiełczewskich. W 1488 Wincenty sufragan poznański był dożywotnim panem wsi Kiełczewo. W 1506 biskup poznański Jan Lubrański wydzierżawił dominikanom poznańskim swoją wieś Kiełczewo na dwa lata za 100 złotych dla umożliwienia podróży do Rzymu dominikanowi z Sochaczewa Wojciechowi swojemu sufraganowi nominatowi.
Od XVI wieku notowane są tradycje piwowarskie we wsi. W 1511 król polski Zygmunt I Stary zareagował na skargę kapituły poznańskiej polecając mieszczanom kościańskim, aby nie przeszkadzali mieszkańcom Kiełczewa szynkować piwa.
Miejscowość odnotowano również w historycznych rejestrach poborowych dzięki czemu zachował się XVI wieczny obraz miejscowości. W 1530 miał miejsce pobór z 15 łanów. W 1563 pobór z części wsi należącej do biskupstwa poznańskiego odbył się z 21 łanów, dwóch wiatraków, od 7 rzemieślników, 6 komorników, z części wsi należącej do kapituły poznańskiej natomiast pobrano podatki z jednego łana, od 13 rzemieslników, 5 kramarzy, 6 komorników, 4 piwowarów, dwóch kotłów gorzałczanych do wyrobu wódki. W 1566 pobrano podatki z części należącej do kapituły poznańskiej z jednego łanu roli, 12 rzemieślników, 24 zagrodników, 3 piwowarów, jednego kotła gorzałczanego, 4 komorników, a z części biskupa poznańskiego od 21 łanów kmiecych, dwóch wiatraków, 5 rzemieślników, 31 zagrodników. W 1571 miał miejsce pobór z 21 łanów, od 31 zagrodników, dwóch karczm, dwóch wiatraków. W 1571 pobrano podatki z przedmieścia kościańskiego czyli z Kiełczewa należącego do kapituły poznańskiej: z 8 półłanków, dwóch łanów, 14 zagrodników, 10 rzemieślników, trzech karczm w tym dwóch gorzelanych (gdzie sprzedawano wódkę), od 3 komorników pobrano po 3 grosze, od jednego komornika 2 grosze, od 1 komornika 6 groszy, od 3 ubogich kobiet po 2 grosze, od komornika zajmującego się tkactwem 6 groszy, a także od jednego wiatraka. W 1581 pobrano podatki z części należacej do jezuitów poznańskich: od 20 i 1/4 łana, 31 wolnych zagrodników, 4 komorników, jednego komornika ubogiego, jednego komornika z bydłem, 6 rzemieślników, dwóch wiatraków dziedzicznych, a z części kapituły poznańskiej od 27 wolnych zagrodników, 9 komorników oraz 13 rzemieślników.
Część Kielczewa, będąca własnością kapituły katedralnej poznańskiej, pod koniec XVI wieku leżała w powiecie kościańskim  województwa poznańskiego w Rzeczypospolitej Obojga Narodów. Część Kiełczewa była pod koniec XVI wieku własnością Klasztoru Jezuitów w Poznaniu.
W 1614 przydzielono trzy pólka grzybowskie chłopom kiełczewskim. Są to ostatnie zachowane zapisy historyczne o sąsiedniej, nieistniejącej już wsi Grzybowo. Historycy uważają, że zostało ono wchłonięte w XVII wieku przez Kiełczewo, z którą było wielokrotnie wymieniane w historycznych dokumentach.
Wskutek II rozbioru Polski w 1793, miejscowość przeszła pod władanie Prus i jak cała Wielkopolska znalazła się w zaborze pruskim. W okresie Wielkiego Księstwa Poznańskiego (1815-1848) miejscowość wzmiankowana jako Kiełczew należała do wsi większych w ówczesnym pruskim powiecie Kosten rejencji poznańskiej. Kiełczew należał do okręgu kościańskiego tego powiatu i stanowił odrębny majątek, który należał wówczas do kapituły poznańskiej katedry. Według spisu urzędowego z 1837 roku Kiełczew liczył 965 mieszkańców, którzy zamieszkiwali 137 dymów (domostw).
Pod koniec XIX wieku Kiełczewo nadal należało do pruskiego powiatu kościańskiego i liczyło 1323 mieszkańców w 139 domostwach. Przeważała ludność katolicka (1243) nad ewangelikami (72) i żydami (8). W Kiełczewie była szkoła elementarna.
Jesienią 1954 część wsi włączono do Kościana
W latach 1954–1971 wieś należała i była siedzibą władz gromady Kiełczewo, po jej zniesieniu w gromadzie Kościan. W latach 1975–1998 miejscowość administracyjnie należała do województwa leszczyńskiego.
Urodziła się tutaj dominikanka Cecylia Roszak (1908–2018), Sprawiedliwa wśród Narodów Świata, jak również burmistrz Swarzędza, Tadeusz Staniewski.

## Zabytki
Dwa wiatraki koźlaki przy ulicy Podgórnej:
- zbudowany w początkach XIX wieku, drewniany, nieczynny, bez śmigieł, kryty gontem;
- zbudowany w 1838 roku, drewniany, nieczynny, bez śmigieł, kryty gontem
- żelazny most kolejowy z XIX-XX wieku na nieczynnej trasie Kościan-Grodzisk Wlkp.

## Przyroda
Przy skrzyżowaniu ulicy Słonecznej i ulicy Kościańskiej rosną trzy topole czarne o obwodzie: 295, 300, 340 cm i wysokości około 20 m.

## Kultura i oświata
- biblioteka publiczna[1]
- Szkoła Podstawowa w Kiełczewie[1].

Wzdłuż Kanału Kościańskiego przebiega zielony i żółty turystyczny szlak pieszy.

## Urodzeni w Kiełczewie
- Tadeusz Staniewski – polski działacz społeczny i polityczny, powstaniec wielkopolski, delegat na Polski Sejm Dzielnicowy, burmistrz Swarzędza w 1919 oraz ponownie w latach 1929-1939, ofiara KL Buchenwald[15].